# Tetraloniella flaviscopa
Tetraloniella flaviscopa là một loài Hymenoptera trong họ Apidae. Loài này được Hedicke mô tả khoa học năm 1933.